# Lucihormetica interna
Lucihormetica interna es una especie de insecto blatodeo de la familia Blaberidae, subfamilia Blaberinae.

## Distribución geográfica
Se pueden encontrar en Brasil.

## Sinónimo
- Brachycola interna Walker, 1868.